# Рахманово (городской округ Солнечногорск)
Рахманово — деревня в Московской области России. Входит в городской округ Солнечногорск. Население — 15 чел. (2010).

## География
Деревня расположена на северо-западе Московской области, в западной части округа, у границы с Клинским районом, примерно в 14 км к западу от центра города Солнечногорска, с которым связана прямым автобусным сообщением, на правом берегу впадающей в Истринское водохранилище реки Катыш. В деревне 3 улицы — Береговая, Дачная и Речной переулок, приписано 2 садоводческих товарищества. Ближайшие населённые пункты — деревни Горки, Елизарово и Сырково.

## История
В середине XIX века деревня Рахманово 1-го стана Клинского уезда Московской губернии принадлежала гвардии полковнику Александру Аполлоновичу Азаревичу, крестьян 23 души мужского пола, 25 душ женского пола.
В «Списке населённых мест» 1862 года — владельческая деревня Клинского уезда по правую сторону Звенигородского тракта, в 14 верстах от уездного города и 17 верстах от становой квартиры, при реке Чёрной, с 15 дворами и 119 жителями (61 мужчина, 58 женщин).
По данным на 1899 год — деревня Троицкой волости Клинского уезда с 147 душами населения.
В 1911 году в деревне насчитывалось 28 дворов, располагались земское училище и две чайные лавки.
По материалам Всесоюзной переписи населения 1926 года — деревня Никольского сельсовета Троицкой волости Клинского уезда в 7,5 км от Пятницкого шоссе и 18,3 км от станции Подсолнечная Октябрьской железной дороги, проживал 141 житель (70 мужчин, 71 женщина), насчитывалось 32 хозяйства, среди которых 30 крестьянских.
С 1929 года — населённый пункт в составе Солнечногорского района Московского округа Московской области. Постановлением ЦИК и СНК от 23 июля 1930 года округа как административно-территориальные единицы были ликвидированы.
1929—1939 гг. — деревня Горковского сельсовета Солнечногорского района.
1939—1954 гг. — деревня Дудкинского сельсовета Солнечногорского района.
1954—1957, 1960—1963, 1965—1976 гг. — центр Рахмановского сельсовета Солнечногорского района.
1957—1960 гг. — центр Рахмановского сельсовета Химкинского района.
1963—1965 гг. — центр Рахмановского сельсовета Солнечногорского укрупнённого сельского района.
1976—1994 гг. — деревня Обуховского сельсовета Солнечногорского района.
С 1994 до 2006 гг. деревня входила в Обуховский сельский округ Солнечногорского района.
С 2005 до 2019 гг. деревня включалась в Кривцовское сельское поселение Солнечногорского муниципального района.
С 2019 года деревня входит в городской округ Солнечногорск, в рамках администрации которого относится с территориальному управлению Кривцовское.

## Население
| 1852 | 1859 | 1890 | 1899 | 1926 | 1932 | 1966 |
| ---- | ---- | ---- | ---- | ---- | ---- | ---- |
| 48   | ↗119 | ↘113 | ↗147 | ↘141 | ↘133 | ↘44  |
| 1998 | 2002 | 2010 |      |      |      |      |
| ↘14  | ↘2   | ↗15  |      |      |      |      |